# 沢田五猫庵
沢田 五猫庵（さわだ ごびょうあん、1883年 - 1927年10月）は、日本の弁護士、国学者。明治時代末期から昭和時代戦前にかけて活動した。本名は沢田薫。

## 略歴
本名は沢田薫。出歯亀事件の際の弁護士として知られる。
また、大正期、斎藤昌三による「いもづる」というグループや三田平凡寺が主宰した「我楽他宗」に参加しており、第二十二番 鴛鴦名山那蘭陀寺と号している。著書に『あなをかし』、『末摘花』五、六、七、八編、『縁切寺』、『類聚末摘花』という大著があった。享年45。

## 著書
- 『阿奈遠加志』 木かくれのおきな戯著、猫かひのをのこ校訂 ※1920年、没後『阿奈遠加志』上下2巻として1950年稀覯文献研究会より刊行
- 『縁切寺 川柳松ケ岡』  宮武外骨編 ※1923年
- 『末摘花』五編から八編  附『末摘花六編輪講』、『末摘花難句注解』、『笑本末摘花三部作』 ※没後2002年太平書屋より刊行(恋川笑山画)